# Vicky Horner
Victoria Elizabeth „Vicky” Horner (ur. 11 maja 1976 w Newcastle upon Tyne) – brytyjska pływaczka specjalizująca się głównie w stylu dowolnym.

## Życiorys
Victoria Elizabeth „Vicky” Horner urodziła 11 maja 1976 w Newcastle upon Tyne w Wielkiej Brytanii. Swoją karierę sportową jako pływaczka rozpoczęła w 1995 roku w wieku 19 lat jako reprezentantka Wielkiej Brytanii, występując po raz pierwszy na Mistrzostwach Europy w pływaniu w Wiedniu w Austrii, zdobywając brązowy medal w sztafecie 4x200 metrów stylem dowolnym razem z Claire Huddart, Katją Goddard i Alex Bennett z czasem 8:14.31 sek.
Rok później Horner wystąpiła na Letnich Igrzyskach Olimpijskich w Atlancie w Stanach Zjednoczonych, w którym jej drużyna zajęła dziesiąte miejsce w tej samej dyscyplinie.
Dwa lata później wzięła udział w Mistrzostwach Europy w pływaniu na krótkim basenie w Sheffield w Anglii, zdobywając srebrny medal w dyscyplinie na 400 metrów stylem dowolnym.
Jej mąż, Robert Hayles jest emerytowanym brytyjskim kolarzem, dwukrotnym medalistą olimpijskim oraz siedmiokrotnym medalistą mistrzostw świata. Mają oni córkę, Madeleine, urodzoną 23 stycznia 2006.